# Majiacun
Majiacun (kinesiska: 马家村, 马家村乡) är en socken i Kina. Den ligger i provinsen Henan, i den centrala delen av landet, omkring 150 kilometer norr om provinshuvudstaden Zhengzhou.
Genomsnittlig årsnederbörd är 689 millimeter. Den regnigaste månaden är juli, med i genomsnitt 209 mm nederbörd, och den torraste är januari, med 3 mm nederbörd.